# Dieter Quester
Dieter Quester,  avstrijski dirkač Formule 1, * 30. maj 1939, Dunaj, Avstrija.
Dieter Quester je upokojeni avstrijski dirkač Formule 1. Debitiral je v sezoni 1969, ko je nastopil le na Veliki nagradi Nemčije, kjer pa zaradi okvare dirkalnika ni štartal. Drugič in zadnjič je nastopil na domači dirki za Veliko nagrado Avstrije v sezoni 1974, kjer je zasedel deveto mesto z več kot tremi krogi zaostanka za zmagovalcem.

## Popolni rezultati Formule 1
(legenda) (odebeljene dirke pomenijo najboljši štartni položaj, poševne pa najhitrejši krog, †-uvrščen kljub odstopu)
| Leto | Moštvo  | Šasija       | Motor          | 1   | 2   | 3   | 4   | 5   | 6   | 7       | 8   | 9   | 10  | 11  | 12    | 13  | 14  | 15  | Prv | Toč |
| ---- | ------- | ------------ | -------------- | --- | --- | --- | --- | --- | --- | ------- | --- | --- | --- | --- | ----- | --- | --- | --- | --- | --- |
| 1969 | BMW     | BMW 269      | BMW Straight-4 | JAR | ŠPA | MON | NIZ | FRA | VB  | NEM DNS | ITA | KAN | ZDA | MEH |       |     |     |     | -   | 0   |
| 1974 | Surtees | Surtees TS16 | Cosworth V8    | ARG | BRA | JAR | ŠPA | BEL | MON | ŠVE     | NIZ | FRA | VB  | NEM | AVT 9 | ITA | KAN | ZDA | -   | 0   |